# 動的問題
動的問題（どうてきもんだい、dynamic problem）とは、物理問題において構造物の挙動を取り扱う場合、構造物に作用する慣性力を考慮する場合のことであり、逆に慣性力を無視する場合を静的問題（static problem）と呼ぶ。
前者は現象が時間的に変化する非定常問題（unsteady problem）であり、後者は時間的に変化しない定常問題（steady problem）である。非定常問題の場合は、支配方程式中の独立変数として空間変数に加えて時間変数が加わり、時間微分項が含まれる。
また、潮汐や減衰のない構造の自由振動問題などは非定常問題であるが、現象は時間的に調和で周期性がある。このような問題を準定常問題（quasi-steady problem）と言い、現象が時間的に調和であることを考慮することにより、支配方程式の時間微分項は消去され定常の方程式となる。